# 唐骏
唐骏（1962年6月27日—），江苏省常州市人，美籍华人，职业经理人。曾留学日本，后来到美国，先创业，后进入美国微软工作。而后从微软离开，先后加盟盛大、新华都等中国企业。因其薪酬较高，曾被称为“打工皇帝”，经常出席社会活动。2010年7月初，因学历门事件而广受关注和质疑。12月8日在接受采访后，唐骏就此表示是确实当时存在一定的虚荣心，但事後事件關注度降低。2012年6月19日，唐骏在北京大学的演讲中正式为学历造假而道歉，称“不要学我”。

## 生平
1980年毕业于江苏省常州高级中学。 同年考入北京邮电学院。
1985年留学日本名古屋大学，在日本攻读了五年的博士，但是没有拿到博士文凭。
1990年赴美留学，並拿到美國綠卡（六四血卡），其自传中自称获加州理工学院计算机科学博士学位（但经质疑后，唐骏本人承认并不属实，称获美国西太平洋大学博士学位）。
1994年进入微软公司，担任Windows NT销售部门的高级经理。
1998年获得美国国籍。
2001年任微软全球技术中心总经理。
2002年3月26日任微软中国总裁。
2004年2月3日微软宣布唐骏离任并获荣誉称号，不久后出任盛大网络总裁。 
2008年加盟新华都集团，任集团总裁兼CEO。
2010年旗下港澳资讯收购北京胜龙网和深圳千寻网络，力争两年内上市。
2013年卸任新华都CEO，出任港澳资讯董事长兼CEO。
2015年1月担任微创(中国)董事长兼CEO。

## 作品

### 著作
- 《唐骏自传：我还年轻，我还可以重新出发》
- 《我的成功可以复制》
- 《唐骏日记》
- 《唐骏：我的商业逻辑》
- 《跟唐骏学管理》

### “唐骏来了”系列
- 2012年10月10日，第一财经电视台《解码财商•唐骏来了》登入银屏。
- 2013年1月7日，受《中国经济周刊》邀请，唐骏成为该杂志的专栏作家，撰写专栏《唐骏来了》。
- 2013年5月28日，《唐骏来了》受邀登入《新商报》。

## 社會事件

### 学历争议
2010年7月1日，方舟子在自己的新浪微博上发出多条微博，对唐骏的学位和经历提出质疑，其中包括对唐骏自传《我的成功可以复制》第一版中出现“我拿到了加州理工学院的计算机科学博士学位”这样一句话的质疑。其实早在2009年4月21日即有消息称，一名署名“Albert”的网友发帖自称于1991～1996年在加州理工学院，从未听说过唐骏。在加州理工学院的计算机科学校友的全部名单中也找不到唐骏的名字。
方舟子也指出，唐骏的“博士论文”在美国学位论文数据库中也查不到，同时方舟子还指出唐骏自称的大头贴照相，卡拉OK打分机等几项专利的注册人均不是唐骏。
方舟子亦指出盛大网络的纳斯达克IPO招股说明书中对唐骏的简历以及唐骏自己的说法不符。纳斯达克网站中写道：唐骏持有西太平洋大学的电子工程博士学位，日本名古屋大学的电子学硕士和博士学位，以及北京邮电学院的物理学学士学位。但在《我的成功可以复制》中，唐骏称在日本并未拿到博士学位。 因此，有律师称，盛大网络有可能涉嫌在IPO注册信息中信息披露不实。
7月8日，出版唐骏自传《我的成功可以复制》一书的中信出版社对此声明勘误并致歉，该声明表示存在其沟通之中的意见交换的滞后，造成了这样一个失误。
7月12日，唐骏在接受采访时，表示“我是一个真诚的人”、“你不真诚就很难成功，如果不真诚的话你根本就做不到这一天。”。
根据新浪报道, 唐骏回应“学历门”时拿出的是西太平洋大学（现名加州密拉玛大学）的博士学位。但是该校是一所野鸡大学，并无博士学位授予资格。而且唐骏出示的加州“西太平洋大学博士”文凭颁发日期为1995年4月13日，芝加哥太阳时报报道，西太平洋大学在1994年被加州政府吊销营业执照，1996年才续了执照。
2011年唐骏在接受媒体采访时承认他的博士学位是花了3000美元从西太平洋大学买来。他表示这个行为是因为当时他的同学都拿到了博士，所以只是为了洗刷当年没有拿到博士学位的耻辱，也是为了满足自己潜在的虚荣心，同时他自称当时没有觉得西太平洋大学是野鸡大学 。
2012年6月19日，唐骏在北京大学的演讲中正式为学历造假而道歉，称“不要学我”。

### 对工作经历的质疑
唐骏在2008年7月录制的《鲁豫有约》对其专访的节目中绘声绘色地讲述了他比尔·盖茨访华行程出谋划策、频频通话的细节。然而2010年7月，有自称微软中国前员工的人士向北京晨报反映唐骏“喜欢夸大”其在微软的工作经历。唐骏在微软只是负责销售的总裁，按照层级关系，不可能和比尔·盖茨直接电话。